# Strict liability offence (England und Wales)
Als strict liability offence (engl. ‚Straftat mit strenger Verantwortlichkeit‘) bezeichnet man im Strafrecht von England und Wales eine Strafbarkeit, für deren actus reus keine mens rea bewiesen werden muss. Es genügt, dass der defendant durch „irgendein willentliches Verhalten einen strafrechtlich verbotenen Erfolg oder Zustand verursacht“. 